# Molecular Imaging and Biology
Molecular Imaging and Biology ist eine wissenschaftliche Fachzeitschrift, die von Springer Science+Business Media herausgegeben wird. Sie ist Fachorgan der World Molecular Imaging Society und der European Society for Molecular Imaging. Inhaltlich stehen die Entdeckung molekularer Mechanismen, die relevant sind für physiologische und pathophysiologische Prozesse unter der Verwendung bildgebender Verfahren im Mittelpunkt.
Die Zeitschrift ist gelistet in: Science Citation Index Expanded (SciSearch), Journal Citation Reports/Science Edition, PubMed/Medline, SCOPUS, EMBASE, Google Scholar, EBSCO, CSA, Academic OneFile, Academic Search, AGRICOLA, ChemWeb, CSA Environmental Sciences, Current Contents/Clinical Medicine, EMBiology, EMCare, Gale, OCLC, SCImago und Summon by ProQuest.